# Internationella vattendagen

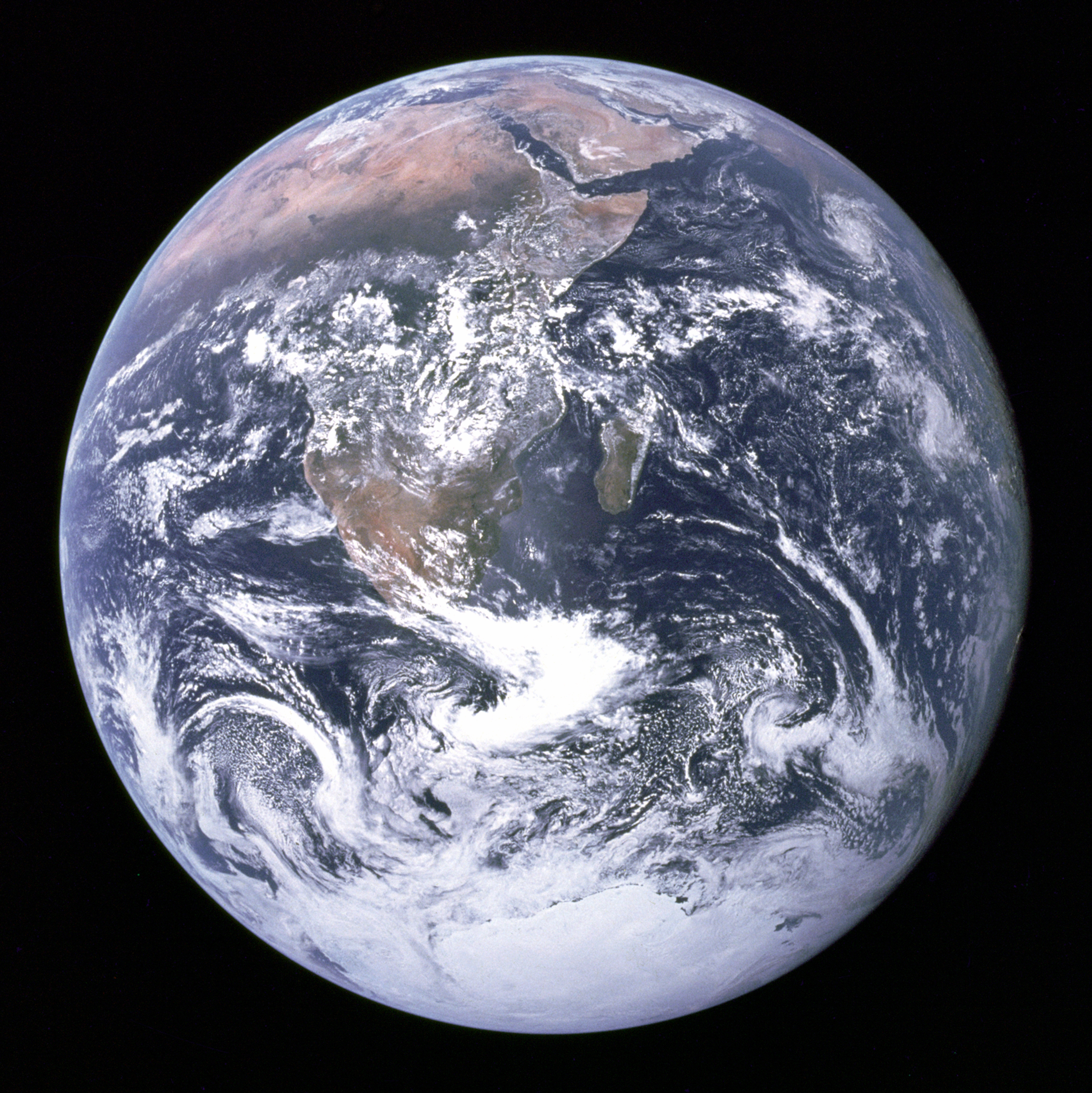
71 % av jordens yta är täckt av vatten

Internationella vattendagen eller Världsvattendagen är en temadag instiftad av FN som uppmärksammas 22 mars varje år. Världsvattendagen är tänkt att sätta fokus på betydelsen av färskvatten och för att verka för ett hållbart hanterande av färskvatten. Dagen antogs formellt i Agenda 21 under konferensen i Rio de Janeiro 1992.
Varje år har Världsvattendagen ett särskilt tema, till exempel "Vatten i städer" (2011) och "Vatten och kultur" (2006).
I Stockholm meddelas denna dag vem som i augusti ska få motta Stockholm Water Prize som delas ut under World Water Week in Stockholm.